# Hepatopatía alcohólica
La hepatopatía alcohólica es un término que se usa para el daño a la estructura y al funcionamiento del hígado causado por el consumo excesivo de alcohol. Por lo general, la enfermedad del hígado en alcohólicos aparece al cabo de un año de consumo excesivo de alcohol, y a mayor duración y cantidad de alcohol consumido, mayor es el riesgo de la aparición de una hepatopatía.

## Factores de riesgo
Ciertos factores como la desnutrición y factores genéticos contribuyen a la aparición de una enfermedad hepática.

## Fisiopatología

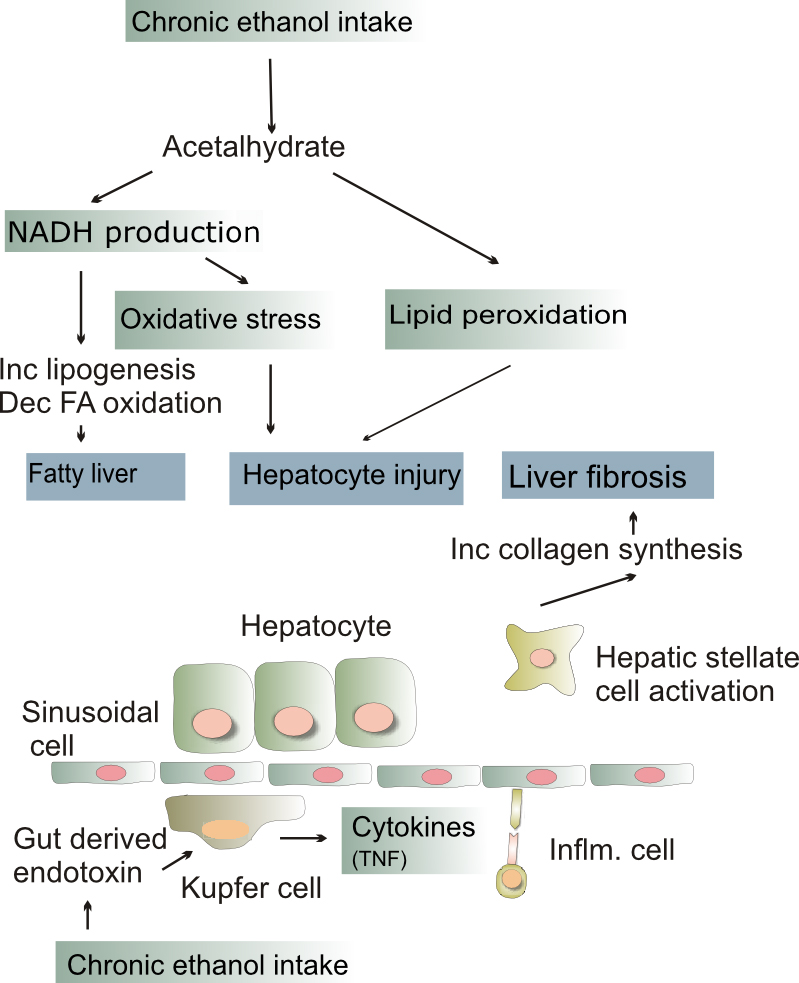
Fisiopatología del daño por alcohol

Los cambios en la estructura celular del hígado se fundamentan en reemplazo de células grasas y hepatitis, los cuales pueden ser reversibles. Sin embargo, los estados avanzados de fibrosis y cirrosis tienden a ser irreversibles, aunque pueden ser manejados por períodos extensos de tiempo.

### Hepatitis alcohólica
Entre el 10% y el 35% de los consumidores excesivos de alcohol desarrollan hepatitis alcohólica (NIAAA, 1993). La hepatitis aguda se produce por la reacción inflamatoria producida por los cambios grasos a nivel de los hepatocitos. Mientras el desarrollo de la hepatitis no está directamente relacionada con la dosis de alcohol, algunas personas parecen ser más propensas a producir este tipo de reacción. Este fenómeno es llamado esteatonecrosis hepática y la inflamación predispone a la producción de fibrosis hepática.

### Cirrosis
La cirrosis hepática es la cirrosis que afecta al tejido hepático como consecuencia final de diferentes enfermedades crónicas.